# Shaanxi KJ-500
Shaanxi KJ-500 (tiếng Trung: 空警-500; bính âm: Kōngjǐng Wǔbǎi; dịch nghĩa: "Cảnh báo trên không 500") là một loại máy bay chỉ huy và cảnh báo sớm trên không (AEW&C) thế hệ thứ ba được sử dụng trong Không quân Quân Giải phóng Nhân dân Trung Quốc. Nó được chế tạo bởi Shaanxi Aircraft Corporation (Tập đoàn Máy bay Thiểm Tây), dựa trên khung thân máy bay vận tải quân sự Shaanxi Y-9.

## Phát triển
Kể từ đầu thế kỷ 21, phạm vi phát hiện và độ chính xác của radar trên không ngày càng tăng, các máy bay chiến đấu được trang bị nhiều loại tên lửa không đối không và tên lửa hành trình tầm thấp liên tục được cải thiện hiệu suất, tạo ra nhu cầu về một AEW&C có khả năng đáp ứng cao hơn. Để giải quyết các vấn đề trên, Trung Quốc đã bắt đầu phát triển AEW&C thứ ba của mình là KJ-500 (biến thể Y-9W) vào cuối thập niên 2000. KJ-500 bắt buộc phải có 3 tính năng quan trọng là khả năng phát hiện tốt, khả năng nhận dạng tốt và khả năng phản ứng nhanh. KJ-500 cũng được yêu cầu là lực lượng nòng cốt của hệ thống tác chiến thông tin, công nghệ trang bị của nó có 4 đặc điểm chính là kết nối mạng, đa chức năng, tích hợp cao và gọn nhẹ.
Máy bay KJ-500 mang một vòm radar cố định ở trên lưng chứa ba mảng radar quét điện tử chủ động AESA để bao quát 360 độ, nó được cho là hiệu quả hơn so với thiết kế mảng 'dầm thăng bằng' hai mặt phẳng được sử dụng trên Shaanxi KJ-200 trước đó. Các loại AEW&C đời cũ đã ngừng sản xuất vào năm 2018 do KJ-500 đạt đến khả năng hoạt động đầy đủ tất cả tính năng.

## Biến thể
KJ-500
Phiên bản cơ sở
KJ-500A
Biến thể cải tiến với đầu dò tiếp nhiên liệu trên không. Ra mắt tại Triển lãm Hàng không Chu Hải 2022.

## Quốc gia sử dụng
Trung Quốc
- Không quân Trung Quốc: 11 chiếc KJ-500[5]
- Không quân Hải quân Trung Quốc: 14+ chiếc KJ-500H[6]

## Thông số kỹ thuật
Các thông số hoạt động hạn chế của KJ-500 đã được công bố như sau:
- Tốc độ tối đa: 550 km/h
- Tầm bay: 5700 km
- Thời gian bay tối đa: 12 tiếng
- Trọng lượng cất cánh tối đa: 77 tấn
- Phạm vi chống lại các mục tiêu cỡ máy bay chiến đấu: 470 km [8]